# Ганс-Йоахім Гартнік
Ганс-Йоахім Гартнік (нім. Hans-Joachim Hartnick, 12 січня 1955) — німецький велогонщик.
Срібний призер Олімпійських Ігор 1980 року в роздільній командній гонці, учасник 1976 року.
Чемпіон світу з велоперегонів на шосе 1979 року в роздільній командній гонці, бронзовий призер 1974 року в роздільній командній гонці.